# Babka padańska
Babka padańska (Knipowitschia panizzae) – gatunek ryby z rodziny babkowatych (Gobiidae).

## Występowanie
Zlewisko Adriatyku i Morza Jońskiego.
Zamieszkuje przybrzeżne laguny, ujścia i dolne odcinki rzek. Spotykana na płyciznach, wśród roślinności.

## Cechy morfologiczne
Osiąga 5,5 cm długości.

## Odżywianie
Żywi się drobnymi bezkręgowcami.

## Rozród
Trze się od IV do VIII, w tym okresie wyciera się 10–15 razy. Ikra jest składana w muszlach sercówek. Larwy są pelagiczne. Żyje niespełna 2 lata.

## Zagrożenia
Zagrożona z powodu niszczenia siedlisk.